# Mocha (фреймворк)
Mocha — фреймворк для тестирования на языке JavaScript. Функционирует на основе Node.js, поддерживает работу с браузерами, асинхронное тестирование, отчеты о покрытия продукта тестами, а также работу с любой «ассертной» библиотекой.

## Библиотеки
Mocha может работать с большинством популярных «ассертных» библиотек в JavaScript, включая:
- should.js
- express.js
- chai
- better-assert
- unexpected

## Примеры
```
$
 
npm
 
install
 
-g
 
mocha
$
 
mkdir
 
test

```

```
var
 
assert
 
=
 
require
(
"assert"
)

describe
(
'Foo'
,
 
function
(){

  
describe
(
'#getBar(value)'
,
 
function
(){

    
it
(
'should return 100 when value is negative'
)
 
// placeholder

    
it
(
'should return 0 when value is positive'
,
 
function
(){

      
assert
.
equal
(
0
,
 
Foo
.
getBar
(
10
));

    
})

  
})

})

```

```
$
  
mocha

1
 
test
 
complete
 
(
1ms
)

```

Для асинхронного тестирования вызывается обратный вызов, и Mocha будет ждать завершения.
```
describe
(
'Foo'
,
 
function
(){

  
describe
(
'#bar()'
,
 
function
(){

    
it
(
'should work without error'
,
 
function
(
done
){

      
var
 
foo
 
=
 
new
 
Foo
(
128
);

      
foo
.
bar
(
done
);

    
})

  
})

})

```